# Sinophorus eruficinctus
Sinophorus eruficinctus är en stekelart som först beskrevs av Walkley 1958.  Sinophorus eruficinctus ingår i släktet Sinophorus och familjen brokparasitsteklar. Inga underarter finns listade i Catalogue of Life.